# Arie van der Hek
Arie van der Hek (Schoonhoven, 12 september 1938) is een Nederlands voormalig politicus namens de PvdA.

## Loopbaan
Van der Hek studeerde politicologie te Amsterdam en was hierna werkzaam in de wetenschappelijke sector en als ambtenaar.
In september 1966 was hij een van de acht redacteuren van het zeer invloedrijke manifest Tien over Rood van de Nieuw Links-beweging binnen de PvdA. De andere auteurs waren Hans van den Doel, Reinier Krooshof, Han Lammers, André van der Louw, Tom Pauka, Rob de Rooi en Arie van der Zwan.
In 1973 werd Arie van der Hek lid van de Tweede Kamer. In datzelfde jaar werd hij door de Staten-Generaal ook aangewezen als lid van het Europees Parlement, waar hij tot 1977 lid van bleef. Vanaf 1975 was hij ook lid van het partijbestuur van de PvdA. In de Tweede Kamer was hij van 1981 tot 1982 vicefractievoorzitter.
In 1987 verliet hij de politiek en werd directeur van de Noordelijke Ontwikkelingsmaatschappij (NOM) (1987-1993). Later was Van der Hek werkzaam als bestuurder in het onderwijs. Hij was van 1994 tot 1998 voorzitter van de HBO-raad en van 1998 tot 2005 voorzitter van het College van Bestuur van de Universiteit Twente.
Op 18 januari 2019 promoveerde Van der Hek op 80-jarige leeftijd aan de Erasmus Universiteit in Rotterdam op een proefschrift over de president van de nazi-Duitse rijksbank Hjalmar Schacht en diens economische en monetaire opvattingen. Schacht maakte het met zijn monetaire stimuleringsplan tussen 1933 en 1939 mede mogelijk dat Duitsland zich onder Hitler herbewapende.
- Parlement.com: vg09llemtnwl